# Shirota Minoru
Shirota Minoru (代田 稔  23 tháng 4 năm 1899 – 10 tháng 3 năm 1982) là một nhà vi trùng học người Nhật Bản.Trong những năm 1920,Shirota đã xác định được một chủng vi khuẩn axit lactic đó là một phần của hệ vi khuẩn đường ruột bình thường mà sau này được gọi là Lactobacillus casei Shirota;Ông đã phân lập thành công để giúp ngăn chặn sự phát triển của vi khuẩn có hại trong ruột.Chủng này sau đó được phân loại lại thành Lactobacillus paracasei Shirota.
Ông thành lập công ty Yakult Honsha năm 1935 để bán đồ uống có chứa chủng vi khuẩn này,nhãn hiệu Yakult.
Ông qua đời ở Tokyo,Nhật Bản năm 1982. Đến thời điểm hiện tại nhãn hàng Yakult đã có mặt trên khắp nơi trên thế giới tuy nhiên nhiều người còn đang hoài nghi về tác dụng của nó và liệu nó còn có Lactobacillus paracasei ở trong sữa Yakult nữa hay không.